# Park De Groene Kop
Park De Groene Kop is een park aan de noordzijde van Tuindorp Oost, een buurt in de wijk Noordoost in Utrecht. Het park is gelegen tussen de Eykmanlaan, Winklerlaan, het volkstuinenpark de Driehoek en de spoorlijn Utrecht-Amersfoort.

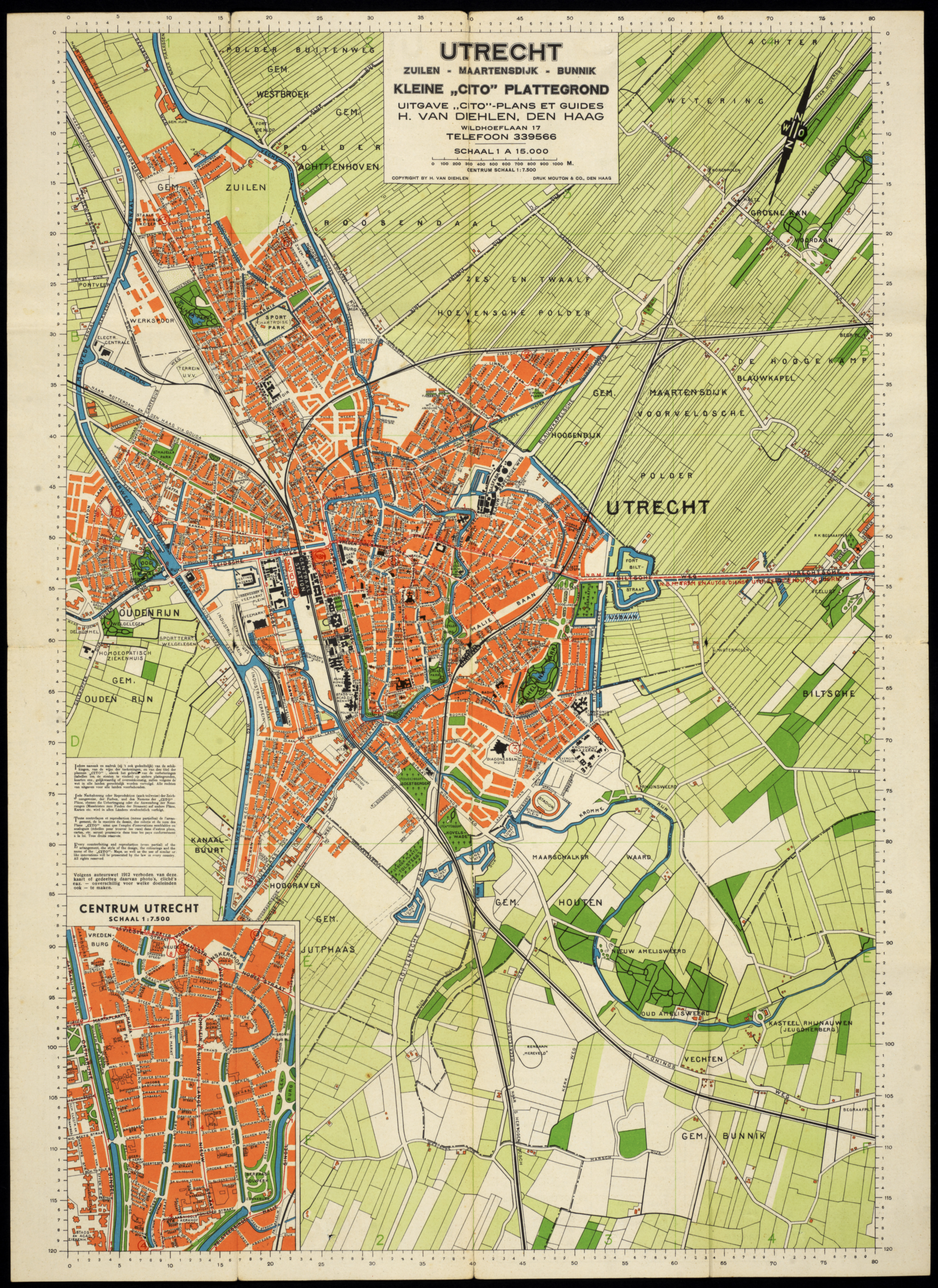
Utrecht rond 1938, met in het noordoosten het weidegebied dat in 1954 werd geannexeerd voor de bouw van Tuindorp Oost, ten oosten van de al aangelegde buurt Tuindorp.

## Geschiedenis
Het groene gebied aan de noordzijde van Tuindorp Oost is een overblijfsel van het weidegebied dat hier tot in de twintigste eeuw aanwezig was. Vanaf de jaren 60 lag het terrein braak, aangezien de geplande verbindingsweg naar de A27 er niet kwam. Aangezien het het laagst gelegen stuk van Utrecht is, stond het gebied geregeld onder water.
In 2011 richtte de wijkraad Noordoost samen met de ecologische tuinenvereniging De Driehoek, het buurtcomité Tuindorp Oost en stadsboerderij Het Lachende Paard een werkgroep op. Deze werkgroep maakte een schetsplan dat in februari 2012 bij de gemeente Utrecht werd ingediend. Het doel was om met de aanleg van het park de kwaliteit en toegankelijkheid van het groen in de wijk te verbeteren en een recreatiemogelijkheid voor de buurt te maken. In samenwerking met het Hoogheemraadschap De Stichtse Rijnlanden werd ook de waterhuishouding aangepakt.
Park de Groene Kop werd op 15 maart 2018 officieel geopend. Hierbij werd ook het nieuwe wandelpad in gebruik genomen, dat genoemd is naar Hans Lubach (1935-2015), die zich als buurtbewoner jarenlang heeft ingezet voor de herinrichting van het park en de aanleg van het wandelpad.
Het park, dat ruim 3 hectaren groot is, dient tevens als wateropvang in Noordoost. Het park heeft ook een jongeren ontmoetingsplek (JOP).
Amaliapark · Park De Balije · Park Bloeyendael · Park de Gagel · Griftpark · Hogelandsepark · Park Hoge Weide · Julianapark · Klokkenveld · Kromme Rijnpark · Majellapark · Máximapark · Moreelsepark · Park Nieuweroord · Niftarlakepark · Noorderpark · Nynkeplantsoen · Oorsprongpark · Park Oosterspoorbaan · Oranjepark · Park De Groene Kop · Park Leeuwesteyn · Park Oog in Al · Park Transwijk · Rosarium (Oudwijk) · Sterrenbos · Park Tivoli · Van Heukelompark · Vechtzoompark · Park Voorn · Park de Watertoren · Wilhelminapark · Willem Alexanderpark · Zocherpark